# Almenno San Bartolomeo
Almenno San Bartolomeo – miejscowość i gmina we Włoszech, w regionie Lombardia, w prowincji Bergamo.
Według danych na styczeń 2009 gminę zamieszkiwało 5976 osób przy gęstości zaludnienia 573,5 os./1 km².

## Bibliografia

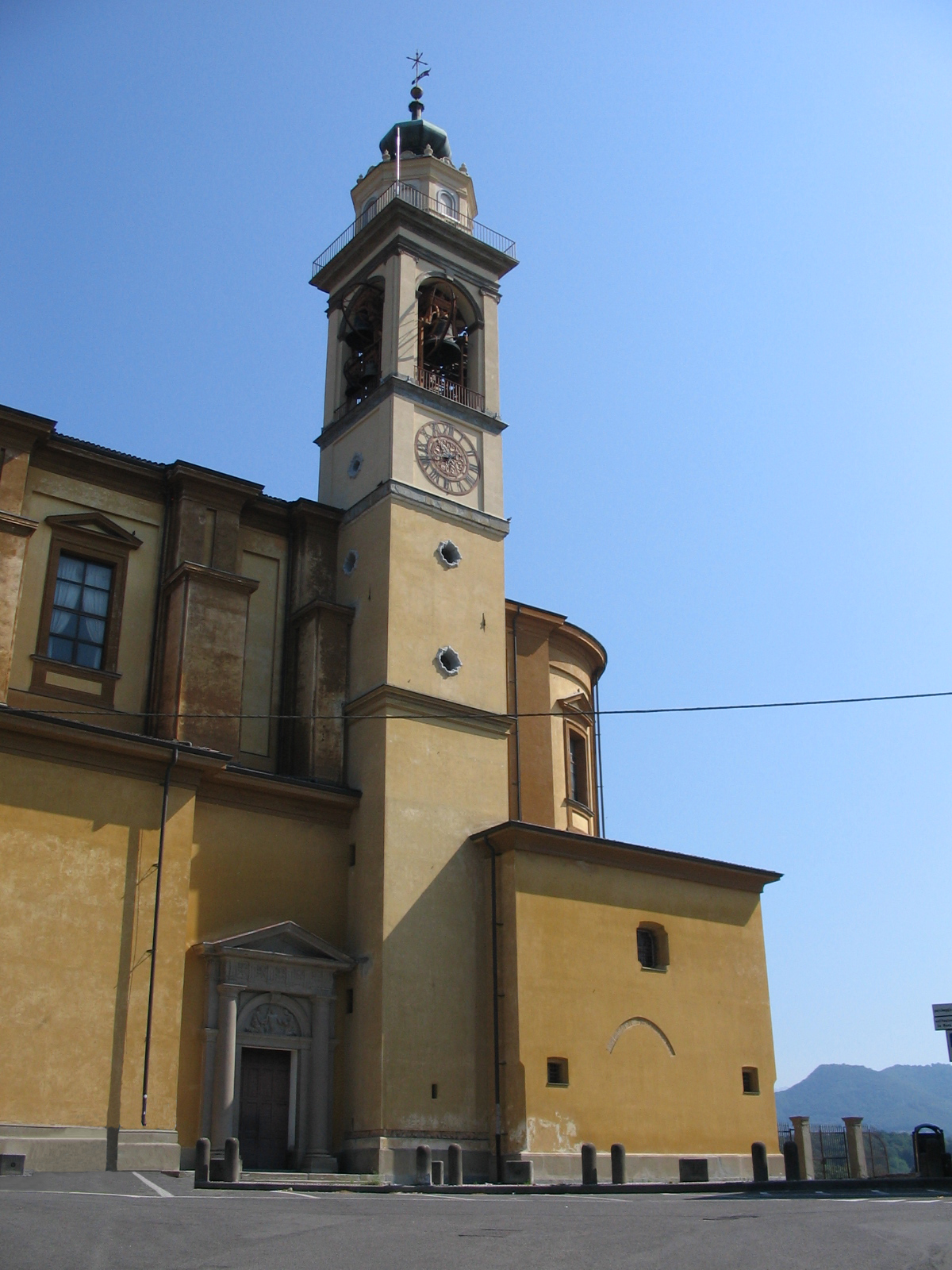
Kościół